# Wiktor Nikandrowitsch Palmow

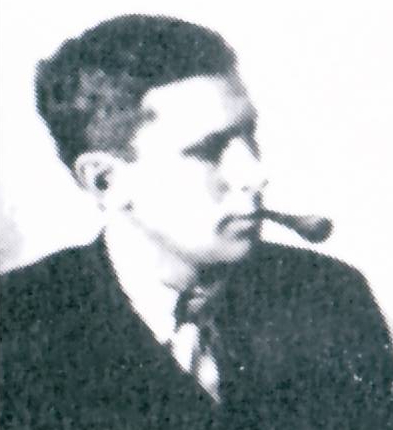
Viktor Nikandrovich Palmov em 1922

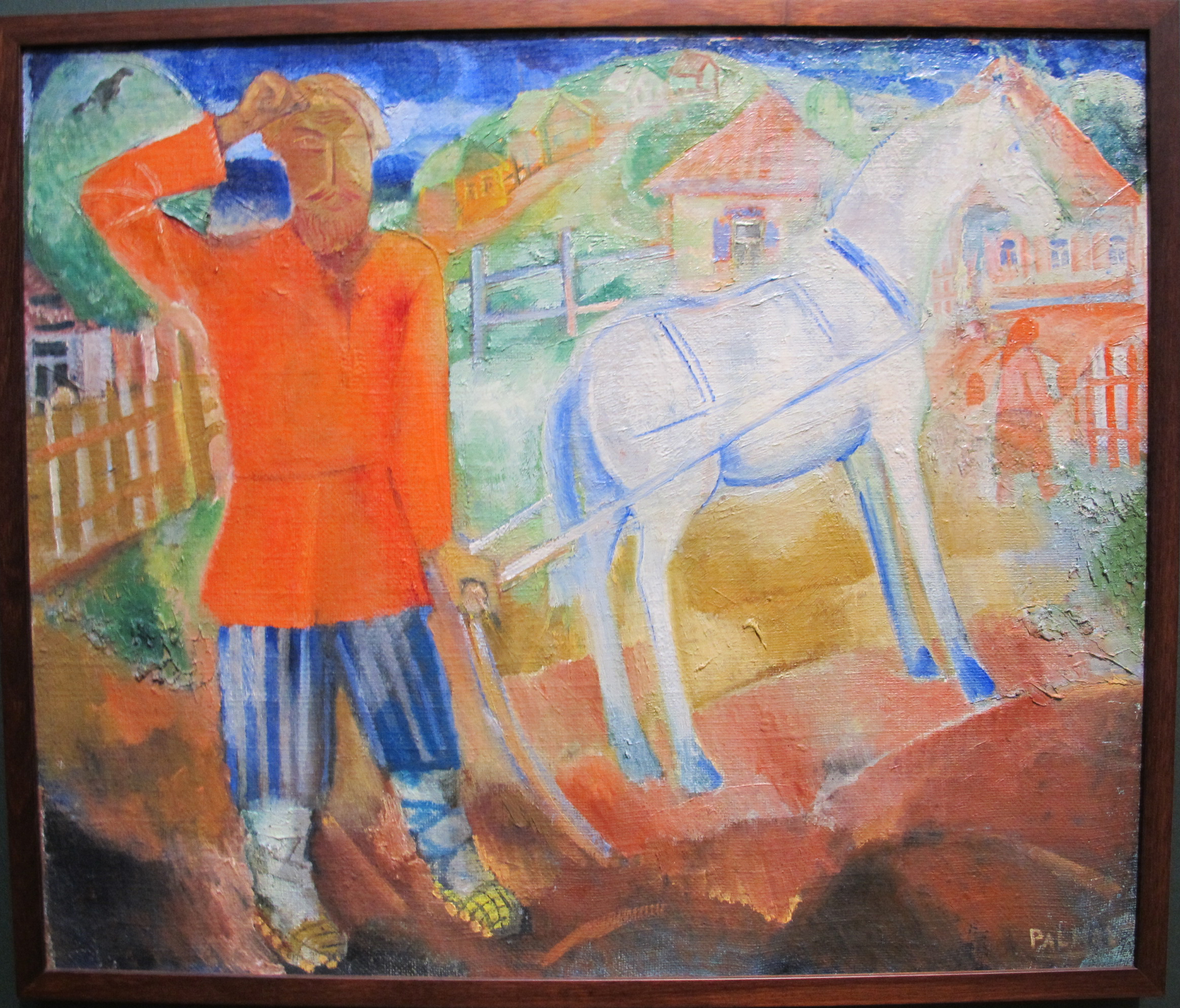
"O proprietário" 1925. Galeria Tretyakov, Moscovo

Viktor Nikandrovich Palmov (em russo:  Виктор Никандрович Пальмов; 10 de outubro de 1888, em Samara - 7 de julho de 1929, em Kiev) foi um pintor ucraniano-russo da URSS e artista de vanguarda do futurismo.

## Vida
Viktor Palmow nasceu em Samara, no então governadorado de Samara no Império Russo. O seu talento artístico foi reconhecido durante a infância. De 1911 a 1914, estudou na Escola de Pintura, Escultura e Arquitetura de Moscovo, período após o qual teve que participar como soldado do Exército Imperial Russo na Primeira Guerra Mundial até 1917. Após a guerra, de 1920 a 1921, ele viajou para o Japão com o vanguardista russo Dawid Burljuk. Após o seu retorno a Moscovo, ele envolveu-se na cena da arte vanguardista-futurista em Moscovo. Em meados da década de 1920 mudou-se para Kiev e em 1925 juntou-se à Associação de Artistas Revolucionários da Ucrânia com Dawid Burlyuk, Vadim Meller, Vasily Yermilow, Alexander Bogomazow e Alexander Chwostenko-Chwostow. Em 1927 foi membro fundador da Associação de Artistas Ucranianos. De 1925 a 1929, ele foi professor na Academia de Arte de Kiev, hoje Academia Nacional de Belas Artes e Arquitetura. Viktor Palmow morreu em Kiev aos 40 anos e foi enterrado no cemitério de Lukjanivska.